# (31718) 1999 JO58
1999 JO58 (asteroide 31718) é um asteroide da cintura principal. Possui uma excentricidade de 0.13301380 e uma inclinação de 12.70161º.
Este asteroide foi descoberto no dia 10 de maio de 1999 por LINEAR em Socorro.